# Guido Wolf

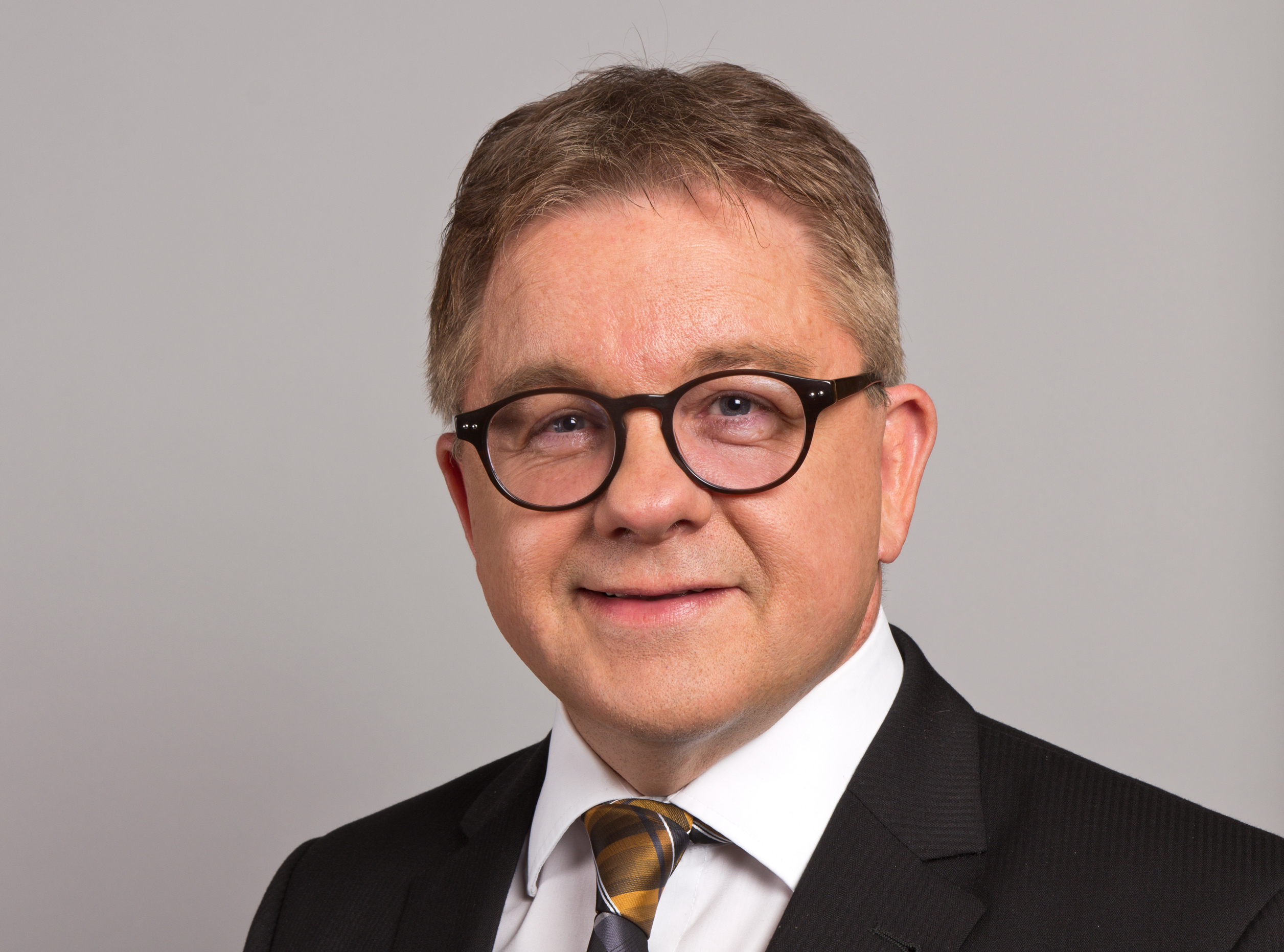
Guido Wolf (2013)

Guido Wolf (* 28. September 1961 in Weingarten, Landkreis Ravensburg) ist ein deutscher Jurist und Politiker (CDU). Er war von 2015 bis 2016 Landtagsfraktionsvorsitzender der CDU Baden-Württemberg und somit Oppositionsführer. Außerdem war er Spitzenkandidat für die Landtagswahl in Baden-Württemberg 2016. Von Mai 2016 bis Mai 2021 war er im Kabinett Kretschmann II Minister für Justiz und Europaangelegenheiten.
Wolf gehört dem Landtag von Baden-Württemberg seit 2006 als Abgeordneter an. Außerdem war er von 2003 bis 2011 Landrat des Landkreises Tuttlingen und von 2011 bis 2015 baden-württembergischer Landtagspräsident.

## Ausbildung und Beruf
Wolf wuchs in Weingarten auf und besuchte dort die Grundschule. Er bestand das Abitur am Spohn-Gymnasium in Ravensburg. Anschließend studierte er Rechtswissenschaft an der Universität Konstanz. Nach dem Referendariat im Landgerichtsbezirk Ravensburg, beim Landratsamt Ravensburg sowie beim Regierungspräsidium Tübingen absolvierte er an der Konstanzer Universität ein Vertiefungsstudium in „Verwaltung und Finanzen“. Das zweite juristische Staatsexamen folgte im Jahr 1988.
Nach dem Ende seiner juristischen Ausbildung arbeitete Wolf bis 1991 zunächst beim Landratsamt Tuttlingen als Dezernent für Öffentliche Sicherheit, Ordnung und Verkehr. Anschließend arbeitete er bis 1992 als persönlicher Referent und Büroleiter für den baden-württembergischen Verkehrsminister Thomas Schäuble. Danach war er zwei Jahre bis Ende 1994 als Richter am Verwaltungsgericht Sigmaringen tätig. Von Januar 1995 bis Oktober 1996 folgte eine Tätigkeit als Referatsleiter in der Grundsatzabteilung des baden-württembergischen Staatsministeriums.

## Politische Laufbahn

### Bürgermeister und Landrat
Mit Wirkung zum 1. November 1996 wurde Wolf in Nürtingen vom Gemeinderat zum Ersten Bürgermeister (Beigeordneter) gewählt.
Am 21. November 2002 wählte der Kreistag des Landkreises Tuttlingen Wolf zum Landrat als Nachfolger von Hans Volle. Dieses Amt trat er im Januar 2003 an. 2010 wurde er mit 44 von 46 Stimmen wiedergewählt, Wolf war einziger Kandidat. Er wollte die Amtszeit für die Weiterentwicklung der Kreiskliniken, die Sicherung des Bildungsstandorts und den zweigleisigen Ausbau der Gäubahn nutzen. Als Landrat setzte Wolf sich für eine teilweise privat finanzierte Reformhochschule in Tuttlingen ein, und (als dieses Vorhaben scheiterte) für die Ansiedlung einer Außenstelle der Hochschule Furtwangen in Tuttlingen zum Wintersemester 2009/2010.

### Landtagsabgeordneter
Bei der Landtagswahl 2006 wurde Wolf im Wahlkreis Tuttlingen-Donaueschingen mit 46 Prozent als direkt gewählter Abgeordneter in den baden-württembergischen Landtag gewählt. Er war während der 14. Wahlperiode Mitglied des Innen- sowie des Sozialausschusses. In der CDU-Landtagsfraktion war Wolf außerdem arbeitsmarktpolitischer Sprecher.
Bei der Landtagswahl 2011 konnte Wolf mit 46,3 Prozent im Vergleich zur vorangegangenen Wahl gegen den Landestrend – die CDU verlor 5,2 Prozentpunkte – sogar leicht zulegen. Im neuen Landtag war Wolf zunächst Mitglied im Finanz- und Wirtschaftsausschuss, im Innenausschuss und Vorsitzender des Finanz- und Wirtschaftsausschusses. In der CDU-Landtagsfraktion war er Mitglied der Arbeitskreise „Finanzen und Wirtschaft“ sowie „Innenpolitik“ und Sprecher für Angelegenheiten des öffentlichen Dienstes.
Am 27. Januar 2015 wurde Wolf zum Fraktionsvorsitzenden der CDU gewählt. Dieses Amt hatte er bis zum Ende der Wahlperiode inne.
Bei der Landtagswahl 2016 konnte er sein Direktmandat erneut verteidigen, obwohl er im Vergleich zur vorangegangenen Wahl – wie die gesamte Landespartei – in seinem Wahlkreis starke Verluste hinnehmen musste.
Bei der Landtagswahl 2021 konnte er sein Direktmandat mit 29,3 Prozent der Stimmen verteidigen.
Sein Wahlkreisbüro unterhielt Wolf zusammen mit Volker Kauder, dem damaligen Vorsitzenden der CDU/CSU-Bundestagsfraktion, in Räumen des Bahnhofs Tuttlingen.

### Landtagspräsident
Am 26. Oktober 2011 wurde Wolf von 109 der 138 Abgeordneten zum neuen Landtagspräsidenten gewählt. Daraufhin stimmte am 10. November 2011 der Kreistag des Landkreises Tuttlingen Wolfs Antrag auf Entlassung aus dem Amt des Landrats zu. Er gab sein Amt als Landtagspräsident im Januar 2015 wegen seiner Spitzenkandidatur auf.

### Spitzenkandidat

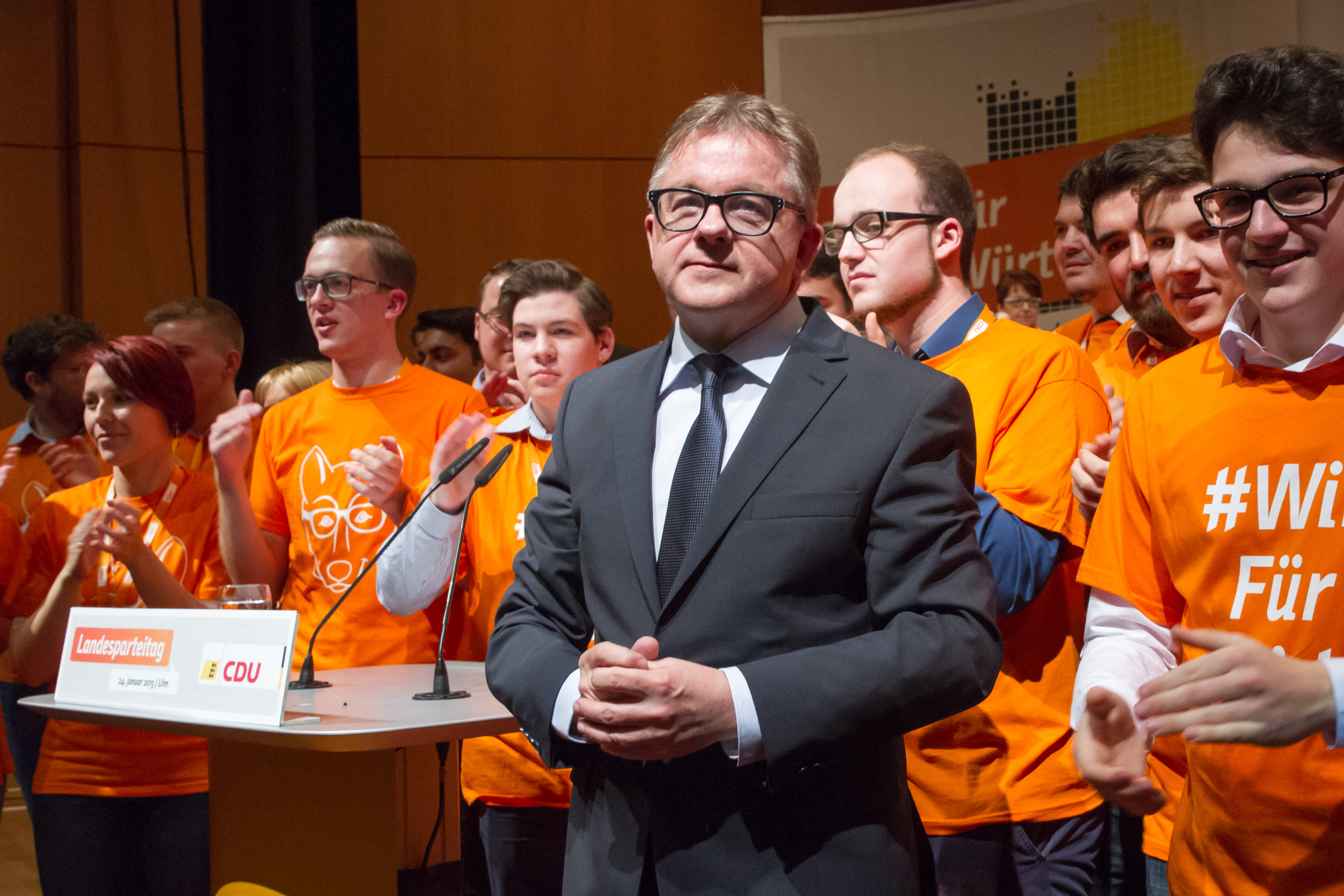
Wolf 2015 nach seiner Wahl zum CDU-Spitzenkandidaten für die Landtagswahl 2016

Die CDU-Mitgliederbefragung Ende 2014 gewann Wolf mit 55,9 Prozent der Stimmen gegen Thomas Strobl. Auf dem 66. Landesparteitag der CDU Baden-Württemberg am 24. Januar 2015 in Ulm wurde er mit 93,8 Prozent der Delegiertenstimmen zum Spitzenkandidat bei der Landtagswahl 2016 gewählt. Bei dieser verlor die CDU unter seiner Führung 12 Prozentpunkte und erhielt nur noch 27 Prozent der Wählerstimmen, das schlechteste Ergebnis der CDU in Baden-Württemberg bis dahin, und wurde hinter Bündnis 90/Die Grünen zweitstärkste Partei, was in den Medien als „desolates“ Ergebnis gewertet wurde.

### Justizminister
Von Mai 2016 bis Mai 2021 war Wolf Minister der Justiz und für Europa im Kabinett Kretschmann II.

### Parteiämter
In der CDU ist Wolf Mitglied des Landesvorstandes und des Kreisvorstandes Tuttlingen.

### Ehrenämter
Wolf ist Vorsitzender des Interessenverbands Gäu-Neckar-Bodensee-Bahn. Wolf ist seit 2021 Präsident des Blasmusikverband Baden-Württemberg. Außerdem ist er Landesvorsitzender des Landesverbandes Baden-Württemberg des Volksbundes Deutsche Kriegsgräberfürsorge e. V.

## Positionen
In der Diskussion um die Bewältigung des Flüchtlingszustroms im Jahr 2015 folgt er seiner Parteikollegin Julia Klöckner und fordert ebenfalls eine Integrationspflicht für Flüchtlinge und ein Burkaverbot – für das Tragen von Burkas fordert er die Bestrafung der Ehemänner der Trägerinnen. Generell möchte er die Zuwanderung begrenzen, ohne dabei Obergrenzen zu fordern. In einer gemeinsamen Erklärung forderten Julia Klöckner und Guido Wolf im Februar 2016 zudem tagesaktuelle Flüchtlingskontingente und Grenzzentren. Ohne Asylgrund oder Schutzstatus solle niemand mehr nach Deutschland einreisen dürfen.

## Persönliches
Wolf ist Katholik und hat als Blutreiter 36 Mal an den Blutfreitagsfeierlichkeiten teilgenommen, 2015 als Standartenträger der Blutreitergruppe Weingarten. Er ist seit 2021 als Nachfolger von Rudolf Köberle Präsident des Blasmusikverbandes Baden-Württemberg.
Sein Großvater Franz Weiß war von 1946 bis 1952 Landwirtschaftsminister von Württemberg-Hohenzollern. Wolf schreibt in seiner Freizeit Gedichte in schwäbischer Mundart, die er auch im Rahmen des Landtagswahlkampfs 2006 vorgetragen hat.
Wolf ist Cousin von Winfried Wolf.

## Veröffentlichungen
- Politikergschwätz oder Die Kunst des richtigen Tons. Sindlinger-Burchartz, Frickenhausen 1998, ISBN 3-928812-20-3.